# Costa Allegra (schip, 1969)
De Costa Allegra was een cruiseschip van Costa Crociere. 

## Geschiedenis
Het schip werd in 1969 gebouwd bij de scheepswerf van Wärtsilä in Finland, in Turku. Het schip werd op 29 april 1969 te water gelaten en op 4 december van datzelfde jaar maakte ze haar eerste reis. In het begin deed het schip onder de naam Annie Johnson dienst als containerschip voor het Zweedse Rederi AB Nordstjernan. De Annie Johnson was het tweede schip van een klasse van vijf containerschepen die op dezelfde scheepswerf voor Rederi AB Nordstjernan werden gebouwd. 
In 1986 werd het schip verkocht aan rederij Regency Cruises, die het een nieuwe naam gaf Regent Moon en wilde verbouwen tot een cruiseschip onder de vlag van Cyprus. De verbouwing is nooit doorgegaan, het schip werd opgelegd. In 1988 werd het schip doorverkocht aan Compania Naviera Panalexandra en kreeg het de naam  Alexandra, de vlag werd Panama. Ook deze rederij wilde het schip verbouwen tot cruiseschip maar ook dit plan werd nooit uitgevoerd. Uiteindelijk werd het schip in 1990 gekocht door Costa Cruises en werd het schip op de Italiaanse scheepswerf van T. Mariottie in Genua verbouwd tot cruiseschip. Het schip werd van 1990-1992 Costa Azzurra genoemd, maar kreeg uiteindelijk in 1992 de naam Costa Allegra. In 1992 kwam het onder die naam weer in de vaart onder Italiaanse vlag. Vanaf 1994 onder de vlag van Liberia en toen het verkocht werd en ze in 2012 als Santa Cruise naar de sloop in Aliaga, Turkije, voer ging dat onder de vlag van Sierra Leone. 

## Ontwerp
Costa Cruises kocht eerst het schip Regent Sun aan en verbouwde het tot een cruiseschip. Het schip werd omgedoopt tot Costa Marina. Vervolgens werd ook de MS Alexandra gekocht door Costa Cruises en ook dit schip werd verbouwd tot een cruiseschip. Het schip kreeg een geheel nieuw interieur in dezelfde stijl als dat van de Costa Marina en ze kreeg ook een nieuwe voortstuwing. In tegenstelling tot de Costa Marina werd de Costa Allegra met 13,4 meter verlengd.  Op 16 november 1992 werd het schip overgedragen aan Costa Cruises.
De acht dekken van de Costa Allegra zijn naar beroemde impressionistische schilders genoemd. Midscheeps bevindt zich een drie dekken hoog glazen atrium. Over het hele schip zijn kunstwerken van schilders verspreid.

## Brand aan boord
Op 27 februari 2012 brak er brand uit in de machinekamer van het schip. Het schip voer toen op de Indische Oceaan op een paar honderd kilometer van de Seychellen. Het schip werd door een Frans vissersschip naar Mahé gesleept. Daar konden de passagiers van boord en vervolgens naar huis terugkeren. Er waren geen Nederlanders aan boord.
Na dit ongeval heeft Carnival Corperation, het moederbedrijf van Costa Cruises, besloten om de Costa Allegra niet meer te repareren en te verkopen. Voor het ongeval stond de Costa Allegra overigens al te koop. Het schip is later gesloopt